# 尹小晶
尹小晶（1944年7月4日—2017年6月16日），韓國女演員，常見錯譯為尹素貞。

## 演出作品

### 電視劇
- 1986年：KBS《告別愛情》
- 2005年：KBS《她回來了》
- 2005年：SBS《露露公主》飾演 張女士
- 2006年：SBS《人妻的秘密》
- 2008年：MBC《那位要來了》
- 2009年：MBC《做得好 做得妙》
- 2009年：KBS《全都給你》飾演 吳末蓮
- 2011年：SBS《我的女兒是花兒》飾演 文正玉
- 2011年：MBN《愈發霸氣》
- 2012年：SBS《清潭洞愛麗絲》飾演 鄭女士
- 2013年：tvN《戀愛操作團：大鼻子情聖》飾演 黃女士
- 2013年：SBS《結婚的女神》飾演 李正淑
- 2014年：SBS《就要相愛》飾演 楊良順
- 2014年：MBC《暴風的女子》飾演 盧順滿
- 2015年：KBS《全都會好的》飾演 權英順
- 2016年：JTBC《Fantastic》飾演 郭海星
- 2017年：SBS《我的野蠻女友》飾演 慈惠大妃

### 電影
- 2005年：《阿達刑警》
- 2005年：《王的男人》
- 2009年：《婚宴之後》
- 2011年：《我爱你（朝鲜语：그대를 사랑합니다 (영화)）》飾演 老年宋怡芬

## 獲獎
- 2001年：第38屆大鐘獎最佳女配角
- 2003年：首爾表演藝術節（個人的天氣）
- 2007年：第17屆이해랑연극상
- 2010年：第3屆大韓民國演劇人氣獎
- 2010年：第15屆演員年度最佳演技獎

## 外部連結
- NAVER